# Akiva Nof
Akiva Nof (hebrejsky עקיבא נוף‎, narozen 2. prosince 1936) je izraelský politik a bývalý poslanec Knesetu za strany Likud, Ha-Merkaz ha-chofši, Daš, Demokratické hnutí, Achva a opět Likud.

## Biografie
Narodil se v Tel Avivu, kde vystudoval střední školu. Absolvoval pak obor mezinárodní vztahy, blízkovýchodní studia a právo na Hebrejské univerzitě. Získal osvědčení pro výkon profese právníka. Studoval rovněž na škole Institute of Social Studies v Haagu.

## Politická dráha
Byl aktivní v skautském hnutí, předsedal mládežnické organizaci strany Cherut, v roce 1965 opustil Cherut a vstoupil do strany ha-Merkaz ha-Chofši. V letech 1967–1969 byl tajemníkem její frakce v Knesetu a organizačním koordinátorem.
V izraelském parlamentu zasedl poprvé po volbách v roce 1973, do nichž šel za Likud. V průběhu volebního období ale přešel do poslanecké frakce Ha-Merkaz ha-chofši. Byl členem výboru House Committee, výboru státní kontroly, výboru pro veřejné služby a výboru pro záležitosti vnitra a životního prostředí. Mandátu poslance se vzdal předčasně, v lednu 1977. Opětovně byl zvolen ve volbách v roce 1977, tentokrát za stranu Daš (Demokratické hnutí za změnu). V roce 1980 se ale stal členem frakce Demokratické hnutí. Po jejím rozpadu se přidal k formaci Achva. V roce 1981 pak vstoupil zpátky do Likudu. Zastával post člena výboru pro vzdělávání a kulturu, výboru státní kontroly, výboru pro ústavu, právo a spravedlnost, výboru House Committee, výboru finančního a výboru pro zahraniční záležitosti a obranu. Poslanecký mandát obhájil i ve volbách v roce 1981, na kandidátce Likudu. Nastoupil jako člen výboru pro ústavu, právo a spravedlnost, výboru státní kontroly a výboru pro záležitosti vnitra a životního prostředí. Ve volbách v roce 1984 nebyl zvolen.